# Jászárokszállás
Jászárokszállás è una città di 8.064 abitanti situata nella contea di Jász-Nagykun-Szolnok, nell'Ungheria centro-orientale.
Dai documenti risulta già esistente agli inizi del XIV secolo

## Amministrazione

### Gemellaggi
- Żegocina, Polonia